# جبهة قطبية

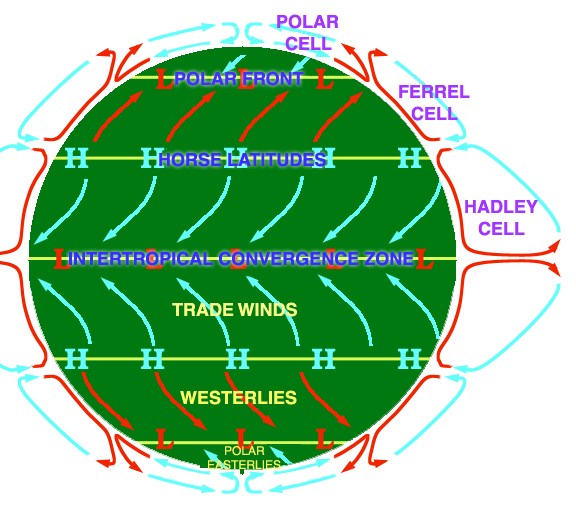

الجبهة القطبية في علم الأرصاد الجوية هي الحدود بين الخلية القطبية وخلية فرل لكل نصف للكرة الأرضية. يحدث انحدار حاد في درجات الحرارة في هذه الحدود بين هاتين الكتلتين الهوائيتين، لكل واحدة درجات حرارة مختلفة جدا.
الجبهة القطبية تنشأ نتيجة لألتقاء الهواء القطبي الباردة بالهواء المداري الدافئ. وتكون الجبهة ثابتة كما أن كتل الهواء لا تتحرك ضد بعضها البعض. قبالة ساحل شرق أمريكا الشمالية، وخصوصا في فصل الشتاء، يكون انحدار درجة الحرارة حادا بين الأرض المغطاة بالثلوج والتيارات البحرية الدافئة.
نظرية الجبهة القطبية تقول ان أعاصير نطاقي العروض الوسطى تتشكل على الحدود بين الهواء الدافئ والباردة. تتجه الجبهة القطبية نحو خط الاستواء في فصل الشتاء، في حين أن أنظمة الضغط المرتفع تكون أكثر سيطرة في فصل الصيف.

## وصلات خارجية
- مخطط : الجبهة القطبية-ينتج بسببها هطول للأمطار في المناطق المرتفعة.
- نظرية الجبهة القطبية لتطور إعصار نطاقي العروض الوسطى